# 오라퀵

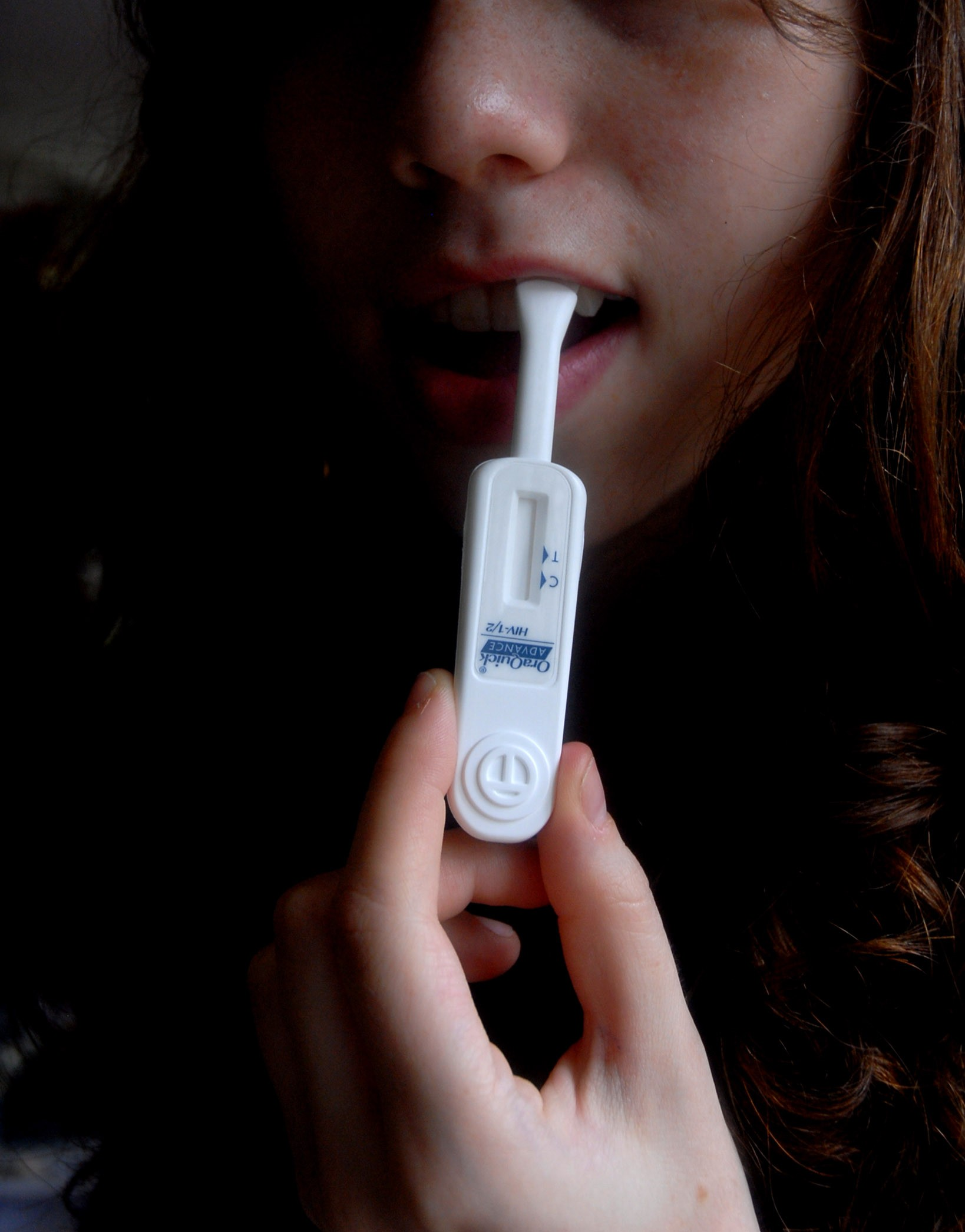
오라퀵(HIV-1/2) 검사 장면

오라퀵(OraQuick)은 후천성면역결핍증후군(AIDS), C형 간염의 감염 판정을 위한 도구이다. 2012년 도입되었다. 혈액 검사를 통해서 알 수 있는 후천성면역결핍증후군(AIDS), C형 간염의 감염 판정을 주사를 사용하지 않고 검사 기구를 사용하여 항체(면역글로불린 G, IgG)의 존재를 검사한다.

## 원리
인간면역결핍바이러스(HIV-1, HIV-2), C형 간염 바이러스(HCV)에 감염되면 신체에서는 항원으로 작용하여 면역 체계에서 항체를 만들어 낸다. 미검출기(Window Period)가 지나면 항체들은 잇몸의 혈관에 잘 안착할 수 있다. 이때 오라퀵을 사용하여 생성된 항체를 확인한다. 정확한 검사를 위해서 미검출기가 지난 날에 검사를 진행해야 한다. (후천성면역결핍증후군(AIDS)의 경우는 12주이다.)

## 결과 확인 방법
다음과 같은 경우는 음성이다.
- 검사 기구의 C선에 붉은 선이 확실히 나타나있으며, T선에 아무 변화가 없는 경우

다음과 같은 경우는 정밀 검사 대상자이다. 이 경우 가까운 병원이나 보건소를 방문해야한다.
- 검사 기구의 C선에 희미하게 붉은 선이 나타나있으며, T선에 붉은 선이 확실히 나타난 경우
- 검사 기구의 C선에 붉은 선이 확실히 나타나있으며, T선에 붉은 선이 희미하게 나타난 경우
- 검사 기구의 C선과 T선 모두 붉은 선이 확실히 나타나는 경우

다음과 같은 경우는 무효이다. 이 경우 다시 검사를 진행해야 한다.
- 검사 기구의 C선과 T선 모두 붉은 선이 나타나지 않은 경우
- 검사 기구의 검사 창에 선이 나타나지 않고 붉게 퍼지기만 하는 경우
- 검사 기구의 C선에는 붉은 선이 나타나지 않으며, T선에 붉은 선이 나타난 경우
- 검사 기구의 C선이나 T선이 위치한 삼각형에서 선이 벗어나 있는 경우